# 昂頓 (肯塔基州)
昂頓（英語：Onton）是位於美國肯塔基州韋伯斯特縣的一個人口普查指定地區。

## 人口
根據2020年美國人口普查的數據，昂頓的面積為2.15平方千米，當中陸地面積為2.14平方千米，而水域面積為0.01平方千米。當地共有人口138人，而人口密度為每平方千米64.19人。